# アラム語
アラム語（アラムご、アラム語: ܠܫܢܐ ܐܪܡܝܐ, ラテン語: Lingua Aramaica）は、かつてシリア地方、メソポタミアで遅くとも紀元前1000年ごろから紀元600年ごろまでには話されており、かつ現在もレバノンなどで話されているアフロ・アジア語族セム語派の言語で、系統的にはフェニキア語やヘブライ語、ウガリト語、モアブ語などと同じ北西セム語に属す言語である。アラマイ語とも呼ばれる。
もともとアラム語は今のシリアを中心としてその周辺（レバノン、ヨルダン、トルコ、イラク）に住むアラム人の言語であった。アラム人は主に農民だったが、アレッポやダマスカスに代表される都市の住民もあった。後に通用範囲を広げて中東全体のリンガ・フランカとして使われるようになったが、7世紀にアラビア語に押されて衰退した。現在でもアラム系諸言語の話者は存在するが、周辺のアラビア語やクルド語の強い影響を受けている。20世紀に入ると、アラム語が使われる範囲は縮小した。
アラム語は新アッシリア帝国の外交用語としても使われ、新バビロニアやアケメネス朝ペルシア帝国は行政用の公用語としてアラム語が使われた。近隣のセム語話者たちはその文章語、口語のアラム語化といった直接的な影響を受ける。

## 歴史
アラム語によって書かれた文献は3,000年近くにわたる長い歴史を持ち、その間に大きな変化を経ている。また、地理的な違いも大きい。大別すると以下のように分けられる。
- 古代アラム語（紀元前850年 - 紀元前612年[6]）各地の碑文によって知られる。当時、アラム人は中東で重要な役割を果たし、アラム語は新アッシリア王国の外交のための国際語として使われ、エジプトからメソポタミアに至る地域で使われたが、まだ標準は成立していなかった。
- 帝国アラム語（紀元前600年 - 紀元前200年）アラム語は新バビロニアとアケメネス朝の行政のための公用語として、エジプト、アナトリアからインド亜大陸に及ぶ広大な地域で用いられた。また、標準的なアラム語の文章語が成立した。なお、この時代の文献はほとんど残っていないが、主にエジプトからパピルスや革に書かれた文章が発見されており、その代表がエレファンティネ・パピルスである。また、聖書のエズラ記の中に引用されているアラム語の手紙はこの時代に属する。ほかにわずかな碑文が残る（ペルセポリスのものやアラム語で書かれたアショーカ王碑文）。
- 中期アラム語（紀元前200年 - 西暦250年）この時代、中東世界の行政語としてのアラム語の地位はギリシア語に取ってかわられた。また、地域ごとの方言分岐が起きた。しかし、帝国アラム語時代以来の文章語は地域差を越えて使われ続けた。パルミラ、ナバタイ、ハトラなどの碑文や、死海文書のアラム語文献、聖書のダニエル書の一部で使われているアラム語、オンケロスおよびヨナタンによるタルグーム（聖書の翻訳）はこの時代に属する。
- 後期アラム語（または古典アラム語、西暦200年 - 1200年[7]）東西の2方言あるいはパレスチナ、シリア、バビロニアの3つの方言に大別され、ユダヤ教、サマリア人、キリスト教、マンダ教の文献が書かれた。とくにシリアのキリスト教徒の文献の言語をシリア語と称する。この時代の後半になると話し言葉としてのアラム語は大部分がアラビア語によって駆逐される。
- 現代アラム語
  - 現代西アラム語はシリアの3つの村でのみ話される言語で、うちマアルーラはキリスト教、残り2つはイスラム教の村である[8]。
  - 現代東アラム諸語はトルコ南東部、イラク北部、イラン北西部に散在し、その分布は大部分がクルド語地域（クルディスタン）の中にあって言語島をなす。アッシリア現代アラム語、カルデア現代アラム語、トゥロヨ語、マンダ語などがこのグループに属するが、何種類の言語・方言があるかはよくわかっていない。宗教的にはキリスト教、ユダヤ教およびマンダ教であるが、20世紀はじめ以来宗教的迫害にあってその大部分は国外に離散し、ほとんどの話者は本来の土地に住んでいない[9]。

### 話者の減少
現代のアラム語を話す住民の居住地として、シリアの首都ダマスカス周辺の村々が知られていたが、2011年に発生したシリア内戦を契機にアラム語を話す住民が離散。言葉を引き継ぐ世代交代が難しくなっていることに加え、シリア国内にいるアラム語の専門家の数も減り続けており、近い将来、シリア国内からは消えてしまう可能性がある。

## 音声
古代アラム語ではセム祖語以来の子音の区別は保たれていたと考えられる。帝国アラム語以降、θ ð θʼ ɬ ɬʼ x ɣ がそれぞれ t d tʼ s ʕ ħ ʕ に合流した結果、後期アラム語では子音数は22になった。その一方で、子音弱化によって閉鎖音が摩擦音化した。
| セム祖語   | *θ    | *ð    | *θʼ    | *ɬ    | *ɬʼ    |
| アラム語   | t     | d     | tʼ (ṭ) | s     | ʕ (ʿ)  |
| ヘブライ語 | š     | z     | sʼ (ṣ) | ɬ (ś) | sʼ (ṣ) |
| アラビア語 | θ (ṯ) | ð (ḏ) | (ẓ)    | ɬ     | (ḍ)    |

とくに *ɬʼ の咽頭音化は目立つ変化であり、セム祖語 *ʔarɬʼ（地）は、ヘブライ語 ʔɛrɛsʼ（אֶרֶץ）に対してアラム語では ʔarʕaː になる（アラビア語では ʔarḍ（ أرض））。
帝国アラム語以降、アクセントのない短母音の弱化が進み、後期アラム語では多くの方言で消失した。中期アラム語以降、母音 e o が発生し、また母音の長短の区別が失われた。一部の方言ではさらに ɛ ɔ が発生して7母音になった。7-9世紀になるとダイアクリティカルマークによる母音表記のシステムが地域ごとに4種類作られるが、ティベリア式とネストリウス式では7母音、バビロニア式では6母音、ヤコブ派式では5母音の区別がなされる。

## 文法
名詞・形容詞・分詞は性（男性・女性）、数（単数・複数）、および定性で変化する。格は区別されない。
名詞・形容詞はヘブライ語と同様の絶対形と連語形（合成形、所属形）のほかに強調形が存在する。強調形は起源としては定冠詞 aː が後置された形であり、古くは定性があることを示した。それに対して絶対形は不定のものを示し、連語形では限定する名詞によって定性が決定された。しかし、後期アラム語では強調形が定性の有無にかかわらず使われるようになり、絶対形と連語形は衰退した。ただし、形容詞および分詞においては絶対形が叙述用法の形として生き残った。形容詞は修飾する名詞の後に置かれ、修飾する名詞と性・数・定性を一致させる。指示代名詞も後置される。
人称代名詞は性・数・人称によって10通りの形が存在する。独立した人称代名詞のほかに接尾語形がある。
動詞は二子音・三子音または四子音からなる語根があり、母音のパターンと接頭辞・接中辞によっていくつかの語幹が作られる（アラビア語の派生形と同様）。動詞は3つの人称と2つの性（一人称を除く）、2つの数によって人称変化する。完了形、不完了形、命令形、不定形、能動分詞、受動分詞があり、帝国アラム語までは指示形もあった。分詞とコピュラを組み合わせて複合時制が作られた。後期アラム語では完了形で過去を、分詞で非過去を、不完了形で目的や意志などを表すように変化した。
語順は一定でないが、多くの方言ではVSO型がもっとも無標の形である。帝国アラム語ではアッカド語の影響によって、しばしば動詞が最後に置かれる。主語は特に言う必要がなければ省略される。動詞は主語の人称・性・数に一致するが、主語が動詞に後置される場合はしばしば複数の主語に単数の動詞が使われたり、女性の主語に男性形の動詞が使われたりする。主語が前置される場合はこのような不一致はほとんど見られない。

## 下位分類

現代アラム語話者の分布（緑が西方アラム、他が東方アラム。マンダ語は見えていない）

紀元前3世紀ごろから後のアラム語は、2つのグループに分けられる。
- 西アラム語は、かつてアラビアのナバテア人、パルミラ人、サマリア人、パレスチナのキリスト教徒やアラム人ユダヤ教徒によって話された。現在は、シリアのマアルーラ (Ma'loula) 村など3つの村で話される現代西方アラム語を除いてまったく消滅している[28][29]。
- 東アラム語（英語版）は、シリア語やマンダ語、現代アラム語などを含む。現代アラム語の話者はキリスト教・ユダヤ教・マンダ教徒などがあり、シリア・イラク・イラン・トルコ・グルジア・アルメニアで話されているが、いずれの土地でも宗教的弾圧を受け、多くの話者が移住を余儀なくされている。アラム語を話すユダヤ教徒の一部は、現代のイスラエルとロサンゼルスへ移住したが、アラム語を話す能力を失いつつある。キリスト教の聖書のアラム語版はシリア語の方言であり、現代のキリスト教徒によって話される主な言語にアッシリア現代アラム語（少数民族アッシリア人〈スリョイェ〉によって話され、「アッシリア語」とも呼ばれる）、カルデア現代アラム語がある。これらと大きく異なる言語にトゥロヨ語や最近絶滅した Mlahsô 語（英語版）がある。